# Prušánky
Prušánky (německy Pruschanek) jsou obec v okrese Hodonín v Jihomoravském kraji. Leží jedenáct kilometrů jihozápadně od Hodonína. Žije zde přibližně 2 200 obyvatel. K Prušánkám náleží turisticky oblíbená oblast vinných sklepů Nechory.

## Název
Od 13. do první poloviny 16. století se vesnice uváděla pod jménem Prusy. To bylo původně pojmenováním jejích obyvatel, tedy Prusi. Patrně se jednalo o ves pruských válečných zajatců. Zdrobnělá podoba Prušánky je doložena od konce 16. století.

## Historie
Kdy byly Prušánky založeny, není známo, ale první písemnou zmínku o Prušánkách můžeme najít v Zakládací listině vizovického kláštera, falzu z poloviny 14. století, hlásící se k roku 1261 (Prus). Tehdy Smil ze Střílek, stálý kastelán brumovský, věnoval nově vzniklému klášteru Smilheimu do trvalého vlastnictví ves Prušánky.
Po zániku konventu získal v roce 1497 Prušánky již jako zpustlé a neobydlené v důsledku česko-uherských válek rod pánů z Kunštátu. Znovu osídleny pak byly až v první polovině 16. století. Roku 1536 přešly do majetku Prusinovských z Víckova, po Bílé hoře ji spravovali olomoučtí jezuité a po rozpuštění řádu roku 1773 patřily k majetku tzv. studijního fondu.
Ve druhé polovině 16. století se v Prušánkách usadila uzavřená komunita novokřtěnců – habánů.
Na přelomu 16. a 17. století se rozhořel válečný konflikt mezi Habsburky a osmanskou říší. I když se válečné akce odehrávaly mimo moravské území, docházelo zde k rozsáhlým škodám na majetku, rekvírování potravin, krmiva a dobytka. Opravdová rána však přišla v červenci roku 1605, kdy byly Prušánky vypáleny loupeživými Bočkajovci. Zaměřili se na novokřtěnce, několik jich zabili, přes dvacet mladých dívek bylo odvlečeno do zajetí.
Hospodářské poměry se dále zhoršovaly. V průběhu třicetileté války byly Prušánky několikrát vyrabovány a vypáleny, nebo byly nuceny vyplácet císařskému vojsku vysoké výpalné. Půda byla špatně obdělávána, pole a vinice pustly. Představu o velikosti válkou způsobených škod nám poskytly lánové rejstříky, které byly výsledkem dvou vizitací v 17. století. Před válkou patřily Prušánky k obcím té nejvyšší kategorie, protože vedle dvou dvorů tady bylo osmdesát dva gruntů. Po válce byly Prušánky vsí, která spolu s Velkými Bílovicemi byla válkou nejvíce postižena. Z osmdesáti dvou usedlostí zůstalo pouze třicet devět obydlených, zbytek byly tzv. „poustky“ – opuštěné grunty, čemuž hodně napomohl trojí vpád Tatarů v roce 1663.
Ve druhé polovině 17. století byla v Prušánkách v těsném sousedství hřbitova postavena kaple, která byla v roce 1712 zvětšena. O čtyřicet let později byla nahrazena skutečným kostelem, který byl vysvěcen v roce 1758. Od roku 1773 byla vedena farní matrika.
V roce 1842 Prušánky téměř celé vyhořely. Ještě se nestačily z tohoto neštěstí vzpamatovat a v červnu roku 1846 znovu vypukl velký požár. Většina obyvatel tehdy pracovala na poli, a přestože okamžitě spěchali domů, našli spálené domy, stodoly a udušený dobytek. Od ohně zůstaly ušetřeny jen ty budovy, které měly střešní krytinu z ohnivzdorného materiálu – kostel, kaplanka, škola a pár dalších domů. Štěstí bylo, že už tehdy bylo sto třicet stavení pojištěno proti ohni.
I po zrušení roboty v roce 1848 byla pro prušánecké občany hlavním zdrojem obživy půda, která představovala existenční jistotu, i když při neúrodě zemědělské výnosy sotva stačily na obživu rodiny. Obzvlášť neúrodný byl rok 1866, v květnu přišly mrazy a zničily veškeré obilí. Sedláci museli pole znovu poorat a zasadit pohanku, aby si zajistily aspoň nějakou obživu. Do toho se vypukla válka mezi Rakouskem a Pruskem. Rakouská vojska táhla přes Prušánky na začátku války, na konci války i pruská vojska a obě zrekvírovala, co mohla. Válečné útrapy vystřídala cholera přivlečená sem pruskými vojáky. Během měsíce a půl zemřelo v Prušánkách sto šest osob, z toho šedesát pět dětí.  A navíc byl hovězí dobytek nakažen morem a někteří hospodáři přišli o veškeré zvířectvo.  V roce 1868 při velkém požáru shořelo téměř dvě stě stavení. A rozhodně to nebyl poslední požár v Prušánkách.
V šedesátých letech 19. století začalo postupné rušení vinohradů, lidé potřebovali více polí, na kterých mohli vysadit plodiny nutné k přežití.  V roce 1867 Žid Kuffner založil v Prušánkách hospodářský dvůr. Některé budovy velkostatku stojí dodnes. Kromě tohoto dvora existoval v Prušánkách ještě tzv. císařský dvůr, ten dříve patřil jezuitům.
Rodiny byly stále početnější a tak je půda, která jí patřila, nemohla uživit. Východisko viděli někteří v odchodu do zahraničí, nejčastěji za moře – do Ameriky, ale i do tehdejšího carského Ruska a Chorvatska.
Stále důležitější roli v životě obce hrála škola a učitelé. Prušánecké děti chodily až do roku 1874 do jednotřídní obecní školy, která však přestala vyhovovat. 9. dubna 1883 začala výuka v nově postavené školní budově. Její dveře se za dětmi naposled zavřely ve školním roce 1971/72. Ve školním roce 1972/73 zde byla zahájena výuka v nové škole, kam naše děti chodí dodnes. V roce 1904 byla otevřena lidová knihovna, která měla devadesát jedna svazků.
Do života obce výrazně zasáhla první světová válka. Na bojištích zahynulo čtyřicet jedna prušáneckých mužů.
V roce 1920 byl otevřen mlýn Josefa Pročka, čímž odpadlo náročné dojíždění do okolních mlýnů, v roce 1921 byla znovu otevřena místní četnická stanice, v roce 1923 začala elektrizace Prušánek, to byl ale běh na dlouhou trať.  První radiopřijímač (krystalku), kterou vlastnil Vít Hřebačka, si v Prušánkách poslechli v roce 1926, to byla veliká událost. V roce 1929 získal místní Sokol koncesi na promítání filmů a první němý film viděli Prušánečtí v září téhož roku. A až v roce 1936 byla dokončena instalace první telefonní linky z Moravské Nové Vsi do Prušánek.
Od roku 1926 začala postupná likvidace Kuffnerova dvora, parcelaci neunikl ani císařský dvůr. V polovině dvacátých let se začala rozšiřovat základna pro společenský a spolkový život. Hasičská jednotka kromě svého hlavního poslání byla spoluorganizátorem společenského života v obci – hasiči připravovali slavnost vinobraní Pod Nechory, plesy, výlety, veřejná hasičská vystoupení. V oblasti tělovýchovy v Prušánkách fungoval Sokol, katolicky orientovaný Orel a Jednota proletářské tělovýchovy.  Mimo cvičení se spolu s hasiči a Svazem katolických žen a dívek věnovali nácviku divadelních her.
Výrazné zastoupení měl samozřejmě folklor. První záznam o aktivitě v této oblasti nacházíme v zápisu tehdejšího kronikáře z roku 1925. Tehdy se padesát čtyři prušáneckých chlapců a děvčat zúčastnilo ve dnech 28. 29. června národopisných svátků Moravy v Brně, kde vystoupili s vlastním programem nazvaným „Vinobraní“. V květnu roku 1928 se zúčastnili národopisných slavností v Praze, které byly součástí celorepublikových oslav desátého výročí vzniku Československé republiky.
Na sokolských slavnostech v Hodoníně v roce 1930 s velkým úspěchem za veliké konkurence předvedli „Prušánecké dožínky“. „Dožínky“ a „Vinobraní tančila krojovaná mládež v Prušánkách každý rok, výjimkou bylo období války.
Kolem roku 1930 se hospodářská krize naplno projevila i v Prušánkách, narůstal počet nezaměstnaných a opět se rozšířilo vystěhovalectví.  Ještě se Prušánky nevzpamatovaly z krize a přišla II. světová válka, s ní rukování na vojnu, povinné odvody obilí, vajec, vína. Rozmohl se černý trh, ceny byly závratné. Ve farní kronice stojí poznámka:  „Hodně peněz, málo jídla.“ Prušánkám se nevyhnul ani nacistický teror, několik lidí bylo uvězněno a popraveno gestapem. Místní Židy deportovali do koncentračních táborů. Před frontou v roce 1945 se obyvatelé ukrývali u Nechor, Prušánky byly osvobozeny 14. dubna, při vojenských operacích shořelo několik domů a stodol, dělostřelba poškodila kostel a faru, bylo zraněno několik občanů, jeden z nich svému zranění podlehl.
V roce 1949 začalo scelování soukromých pozemků a na ustavující schůzi přípravného výboru JZD vstoupilo do družstva dvacet čtyři zemědělců. V roce 1950 byly rozorány první meze. V obci panoval obecný nesouhlas se společným hospodařením, ale moc platné to nebylo. Postupná likvidace soukromého vlastnictví pokračovala znárodněním místních hostinců a založením spotřebního družstva, do kterého byly sloučeny všechny obchody v Prušánkách. Soukromý sektor byl v Prušánkách zlikvidován ke konci roku 1958.
V roce 1949 byla otevřena mateřská škola, v roce 1959 byl v akce „Z“ dokončen kulturní dům, byla otevřena samoobsluha. U Nechor zmizely poslední búdy s doškovou střechou.
V roce 1953 byl ustaven Slovácký krúžek, který vedl učitel Jakub Redek. Krúžek jezdil na nejrůznější vystoupení po celé republice, vystupoval na každoročních folklorních slavnostech ve Strážnici.
V šedesátých a sedmdesátých letech došlo k dalšímu rozvoji kulturního života v obci, úzce to souviselo s otevřením nového kulturního domu. Prušánky se staly místem tradičního setkávání cimbálových muzik. Přehlídky souborů z Podluží, Slovácka i Horňácka se konaly na začátku května u příležitosti osvobození, a byly mezi místními i přespolními velmi oblíbené. Byla to jedna z mála příležitostí, kdy se občané mohli setkat s významnými interprety lidové hudby, včetně Brněnského rozhlasového orchestru lidových nástrojů, který zde dokonce natočil tři veřejné nahrávky.
V roce 1972 založili manželé Julie a Pavel Čechovi dětský národopisný soubor „Podlužánek“, který se stal fenoménem folklorního kulturního života v obci.
V roce 1973 započala výstavba místní kanalizační sítě, byla vybudována autobusová točna a začalo se s přípravou stavby nové budovy MNV. V roce 1976 došlo ke sloučení JZD Prušánky, Josefova, Dolních Bojanovic a Mikulčic do jednoho kombinátu – JZD SČSP. Byla zahájena výstavba vodovodního řadu a zabezpečen odvoz odpadů Technickými službami, započala stavba Domu služeb, která však nikdy nebyla dokončena, po roce 1989 se z něho stal hostinec, později byla budova opuštěna a dnes ji vlastní soukromý podnikatel.
Rok 1989 změnil hodně věcí. Když pomineme politickou stránku, došlo v roce 1991 k ukončení společné činnosti JZD SČSP, o rok později se družstvo přetransformovalo na družstvo vlastníků. Postupně se rozvíjelo soukromé podnikání našich občanů, pohostinství U Schottlů se vrátilo původním vlastníkům, rozšířila se nabídka soukromých služeb obyvatelstvu. Byla zahájena úprava domu pečovatelské služby vedle OÚ, do přízemí budovy se nastěhovaly ordinace praktického, dětského a ženského lékaře. V roce 1997 byla v Prušánkách zavedena kabelová televize.
Prušánky dlouho patřily mezi ty obce, kde sice jsou pojmenovány ulice (podle osmdesátileté pamětnice byly pojmenovány vždycky), avšak názvy ulic nebyly oficiálně zapsány do státních registrů a adresy k nim oficiálně nebyly přiřazeny. To se změnilo k 17. lednu 2025, kdy bylo do RÚIAN zapsáno 36 názvů. Obec oznámila, že se tím obyvatelům mění adresa a že si musejí do konce června vyměnit občanský průkaz. Obec vyjednala speciální úřední čtvrtky pro občany Prušánek na městském úřadu v Hodoníně a po šest týdnů tři jízdy speciálního autobusu každý čtvrtek z Prušánek k hodonínskému úřadu a zpět. Mezi oficializované názvy nebyly zahrnuty názvy ulic ve vinařské osadě Nechory (Hlavní, Krátká, Farská, Prostřední, Václavák, Mexiko, Myslivecká, Pálavská, Nová, Vávrova, Ťuťkova, Slunečná, Tytlova) a celé osadě byl přidělen společný uliční název Nechory. V novém systému názvů byly pojmenovány i některé ulice, jejichž názvy dosud v mapách nebyly podchyceny (K Myslivně, Starý Dvůr, Potoční, Podsedky, Farní, Zimákova, U Kaluže). 
Přehled v letech
- 1261 – první písemná zmínka o obci jménem Prusy. Ves majetkem vizovického kláštera
- 1460 – ves zastavena pánům z Ludanic
- 1497 – ves přechází do majetku Jana Kuny z Kunštátu
- 1536 – ves se stává majetkem Albrechta Prusinovského z Víckova
- 1624 – obec darována Ferdinandem II. olomouckým jezuitům
- 1712 – ve vsi postavena kaple sv. Izidora
- 1848 – Prušánky připojeny k okresnímu hejtmanství v Kyjově
- 1850 – zvolen 1. starosta obce T. Maděryč
- 1859 – Prušánky povýšeny na faru
- 1897 – založení hasičského sboru
- 1924 – pozemková reforma obce
- 1928 – elektrifikace obce
- 1967 – novostavba mateřské školy
- 1972 – novostavba základní školy
- 2025 – oficializováno pojmenování ulic

## Obyvatelstvo
| Rok            | 1869  | 1880  | 1890  | 1900  | 1910  | 1921  | 1930  | 1950  | 1961  | 1970  | 1980  | 1991  | 2001  | 2011  | 2021  |
| -------------- | ----- | ----- | ----- | ----- | ----- | ----- | ----- | ----- | ----- | ----- | ----- | ----- | ----- | ----- | ----- |
| Počet obyvatel | 1 305 | 1 571 | 1 679 | 1 660 | 1 840 | 2 024 | 2 015 | 1 998 | 2 206 | 2 136 | 2 090 | 2 082 | 2 095 | 2 090 | 2 105 |
| Počet domů     | 258   | 302   | 330   | 342   | 360   | 362   | 471   | 526   | 552   | 572   | 583   | 680   | 691   | 740   | 777   |

## Obecní správa

### Obecní symboly
Obecní zastupitelstvo doporučilo na svém zasedání dne 17. prosince 2002 podat do Poslanecké sněmovny Parlamentu ČR žádost o udělení znaku a praporu pro obec Prušánky.
Do té doby obec žádný symbol ani znak, jimiž by se mohla prezentovat jak na úrovni regionu, tak kraje, neměla. Existovala sice pečeť z přelomu 18. a 19. století, nebyl to ale symbol v pravém slova smyslu, šlo pouze pečetidlo, jímž obec v té době potvrzovala dobové dokumenty.
Návrh znaku a praporu vychází z erbů vladyků Prusinovských z Víckova, kteří dostali Prušánky do vlastnictví v roce 1536. Jejich znak byl tvořen podélně polceným štítem. Pravá strana byla v barvě červené, levá v barvě stříbrné s dvěma černými příčnými břevny.
Znak obce byl také navržen podélně půlený. V pravé červené polovině je umístěna figura zlatého hroznu, v pravé bílé polovině jsou čtyři vodorovné pruhy, střídavě bílé a černé. Prapor obce koresponduje ve svém návrhu se znakem. Jeho rozměry jsou v poměru 2:3. Znak především symbolikou žlutého hroznu potvrzuje mnohaletou vinařskou tradici obce a jejích občanů. Černé pruhy pak znázorňují úrodnost půdy v regionu obce.
Tento návrh byl projednán v podvýboru pro heraldiku a vexilologii výboru pro vědu, vzdělání, kulturu, mládež a tělovýchovu Poslanecké sněmovny Parlamentu ČR a 28. května 2003 doporučen k udělení. Znak a prapor byl poté obci Prušánky udělen 18. června 2003.

## Ukázka místního nářečí
Úryvek z knihy Nářečí na Břeclavsku a v dolním Pomoraví od Františka Svěráka (Vypravoval Petr Ivičič z Prušánek, * 1888.):
| „ | V osnašedesátém bíṵ f Prušánkách velkí oheň. Dvá súsedé sa hádali, chceli sa jeden druhému pomsťit. Proto jeden z ňich zapáliṵ mu chaṵúpku. Biṵa na ižňím konci deďini a oheň sa richle rošířiṵ po deďiňe, biṵ prutkí vjetr, ludé viháňali dobitek do polí a krót ten deň biṵ v Hodoňíňe tarmak a s teho tarmaku šli dom k Prušánkám a uviďeli velikí oheň, jak sa kúřiṵo, tak poznali, že je to f Prušánkách, proto poščávali koňe prušanskím opčanom, abi friško ujíždžali dom a zachraňovali sfoje majetki. Dojeṵ na tem koňi stařeček Zálešák ke sfojému domku a skříku „Ježiš Marja Jozef, tři sta rínskéch mám za obráskem!“ Namočiṵ f puténce kacabaju, hoďim si to přes hṵavu a skočiṵ do ohňa. Jak to dúho trvaṵo, nevím. Ale už dveřama nemohu ven, tak vilézu oknem, ale biṵ kúřem tak omámení, že ostaṵ přez okno visat. Diš to druzí uviďeli, tak skočili mu pomoct, vitahli ho ven, nalíli naňho púṵ puténki vodi a tím ho aj skřísili. Jak sa spamatovaṵ, tak sa prvňe chitu za ňadra, esi tam má ti peňíze. Diž viďeṵ, že peňíze má, tak řeku: „Pámbu zapṵať; čert vem chaṵupu, šak za ti peňíze si postavím novú“. Biṵo to po žňách a luďom zhořana fšecka úroda. Zhořaṵo sto stodoṵ a sto domú. Dobitek a to ostaťňí biṵo zachráňené, protože to biṵo ve ďňe. Peňes nebiṵo, ludé sa velice zadlužili a nemnohli sa s teho dúho dostat. | “ |

## Představitelé obce
| Funkční období | Jméno starosty                    |
| -------------- | --------------------------------- |
| 1850-1861      | Tomáš Maděryč                     |
| 1861-1873      | Pavel Polách                      |
| 1873-1886      | Ignác Hromek                      |
| 1886-1890      | Pavel Polách                      |
| 1890-1893      | Ignác Hromek                      |
| 1893-1898      | Karel Maděryč                     |
| 1898-1910      | Matěj Hřebačka                    |
| 1910-1916      | Martin Kurka                      |
| 1916           | Martin Hromek                     |
| 1917-1919      | Martin Kurka                      |
| 1919-1923      | Ignác Imrich                      |
| 1923-1925      | Jan Maděryč                       |
| 1925-1927      | Ignác Imrich                      |
| 1927-1930      | Michal Seják                      |
| 1930-1932      | Karel Maděryč                     |
| 1932-1938      | František Zimák                   |
| 1938-1945      | Ignác Hřebačka                    |
| 1945-1946      | František Imrich                  |
| 1946           | Martin Hromek                     |
| 1946-1948      | Štěpán Šimek                      |
| 1948-1953      | Pavel Řehánek                     |
| 1953-1954      | František Svoboda                 |
| 1954           | Antonín Hromek                    |
| 1954-1956      | František Svoboda                 |
| 1957-1963      | Václav Šerák                      |
| 1963-1969      | Zdeněk Zvědělík                   |
| 1969-1990      | Matěj Svoboda                     |
| 1990           | Ing. Drahomil Klimeš              |
| 1990-1994      | doc. PhDr. František Hradil, CSc. |
| 1994-1998      | Emil Sukup                        |
| 1998-2002      | Emil Sukup                        |
| 2002-2006      | Jan Prčík                         |
| 2006-2010      | Jan Nosek                         |
| 2010-2014      | Jan Prčík                         |
| 2014-2018      | Ing. Lubomír Zahradník            |
| 2018-2022      | Ing. Lubomír Zahradník            |
| 2022-          | Ing. Bc. Zbyněk Němeček           |

## Pamětihodnosti
Nejvýznamnější sakrální památkou v obci je farní Kostel svatého Isidora vybudovaný v novobarokním slohu v roce 1758. Z této doby jsou v kopuli chrámu dobře zachované dobové fresky. Ve věži kostela jsou zavěšené čtyři zvony. Dvakrát byly zrekvírovány a dvakrát opět pořízeny. Naposled v roce 1947 po ukončení druhé světové války.
Mezi další významné památky řadíme sochu svatého Josefa a svatého Floriána na Hlavní ulici a četné kříže většinou z pískovcového kamene nebo z mramoru a vinařský kříž z dubového dřeva. Padlí a umučení občané jsou zvěčněni na památníku u kulturního domu a na západní straně kříže na hřbitově.

## Osobnosti
- Pavel Hromek (1911–1977), příslušník výsadku Bauxite

## Galerie

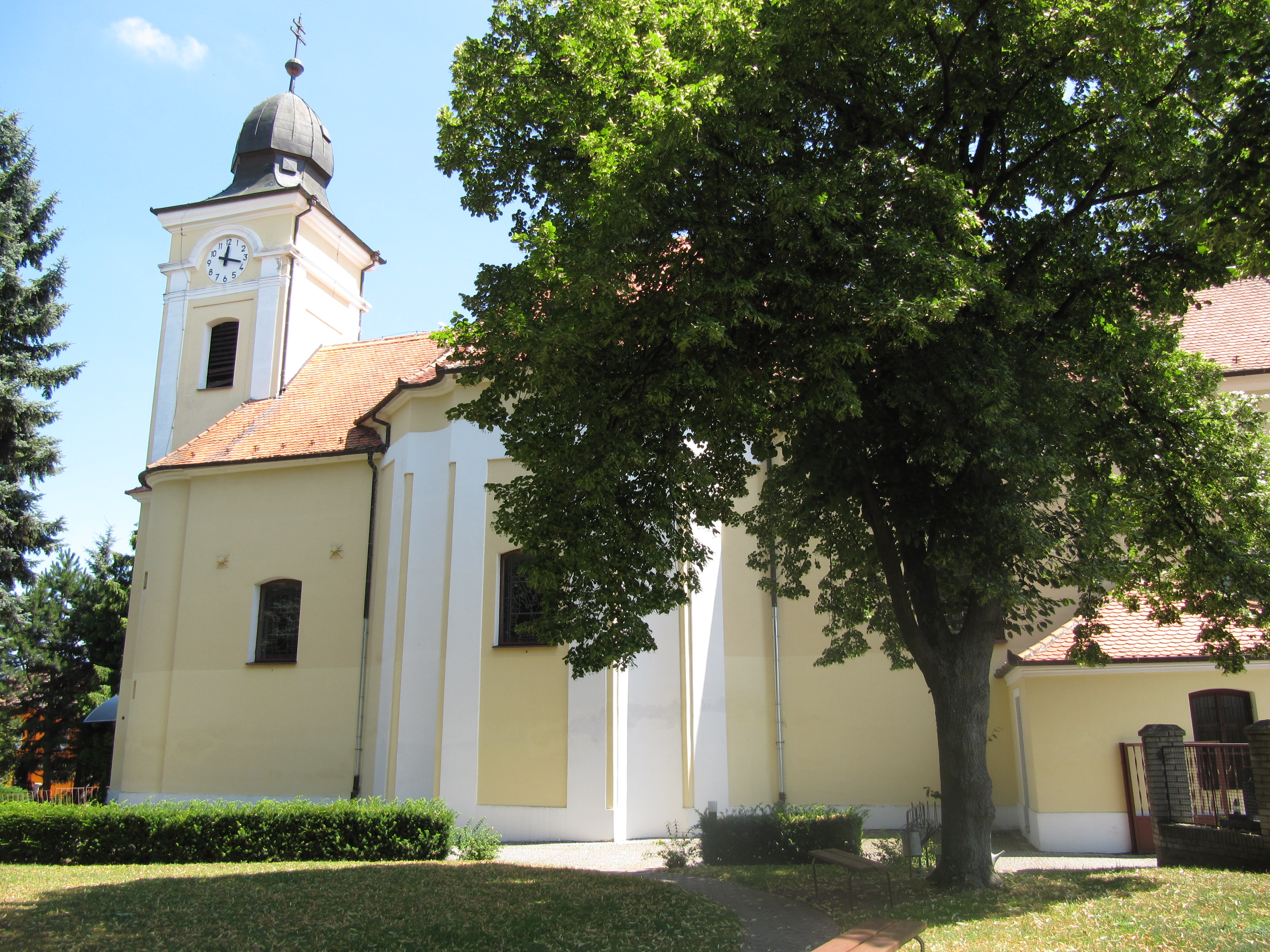
Kostel svatého Isidora
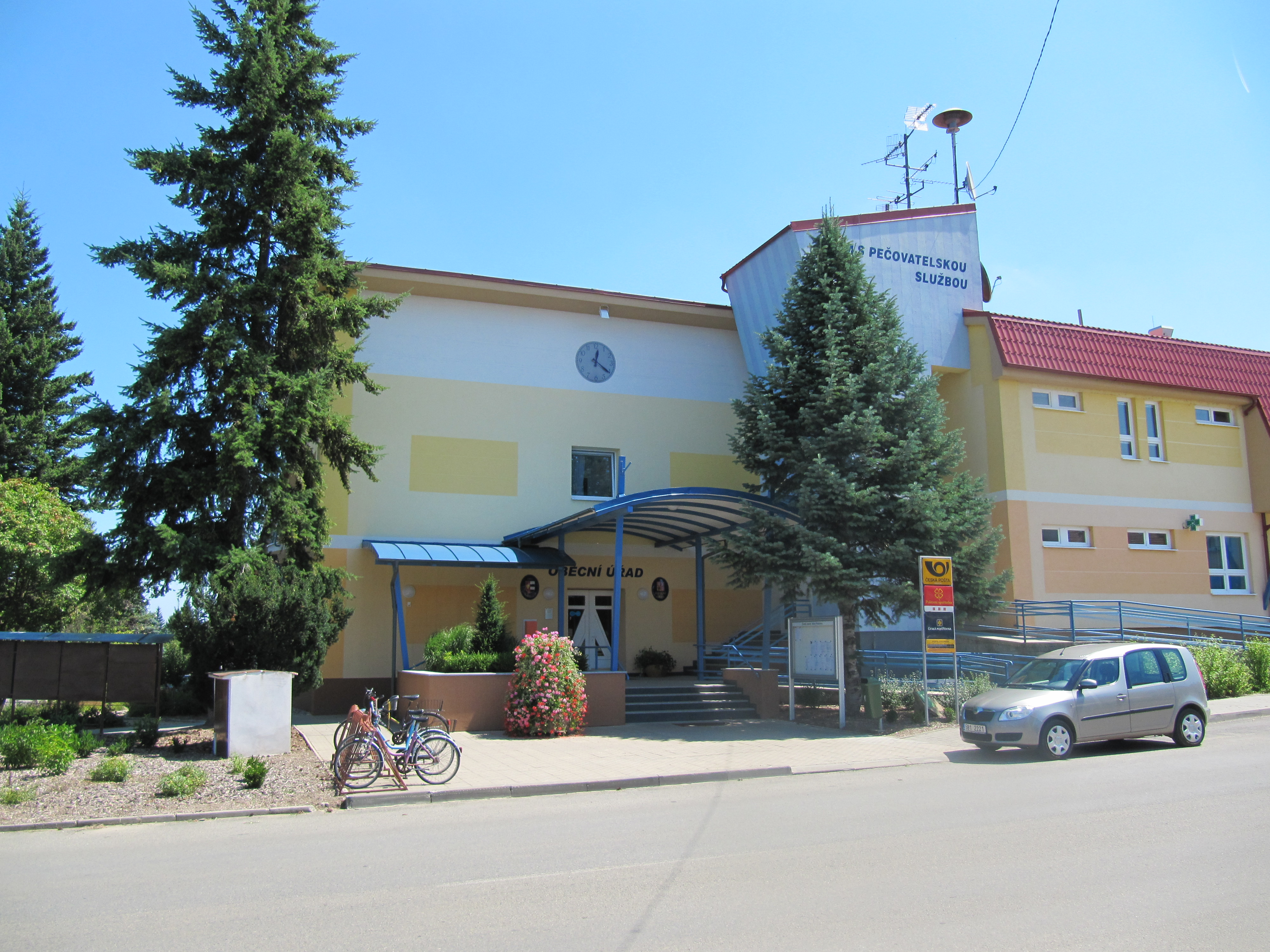
Obecní úřad
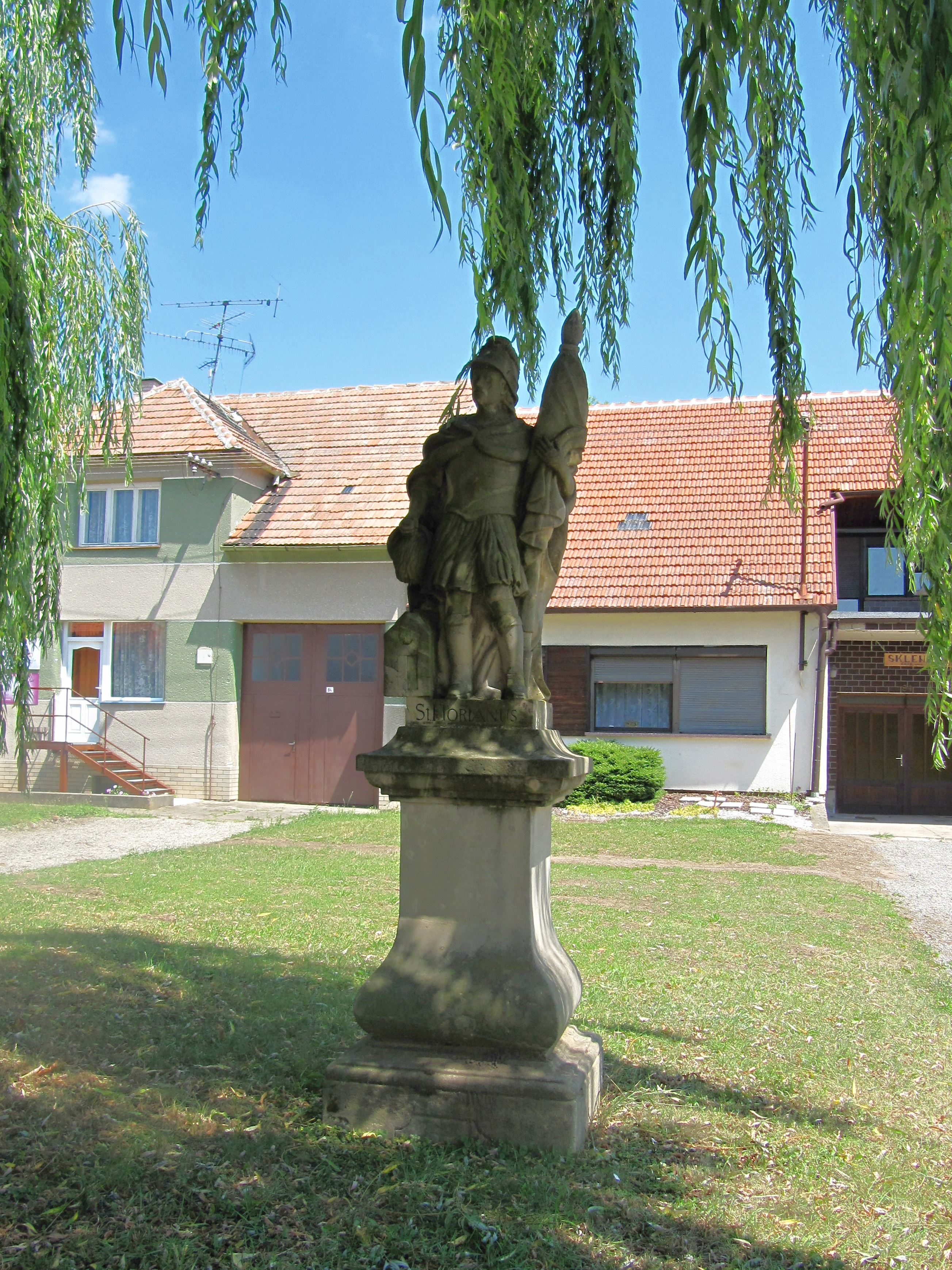
Socha svatého Floriána
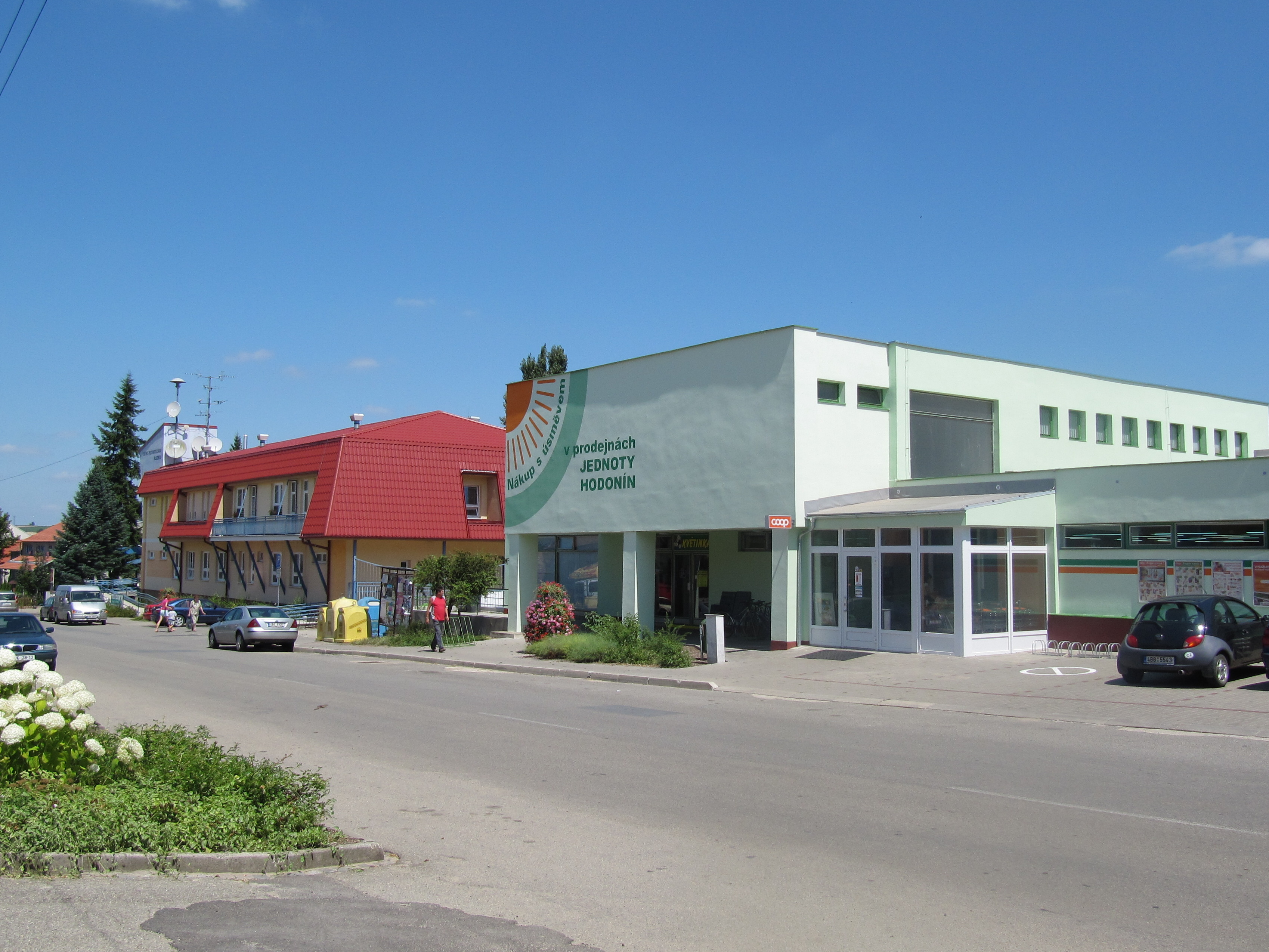
Prodejna Jednoty
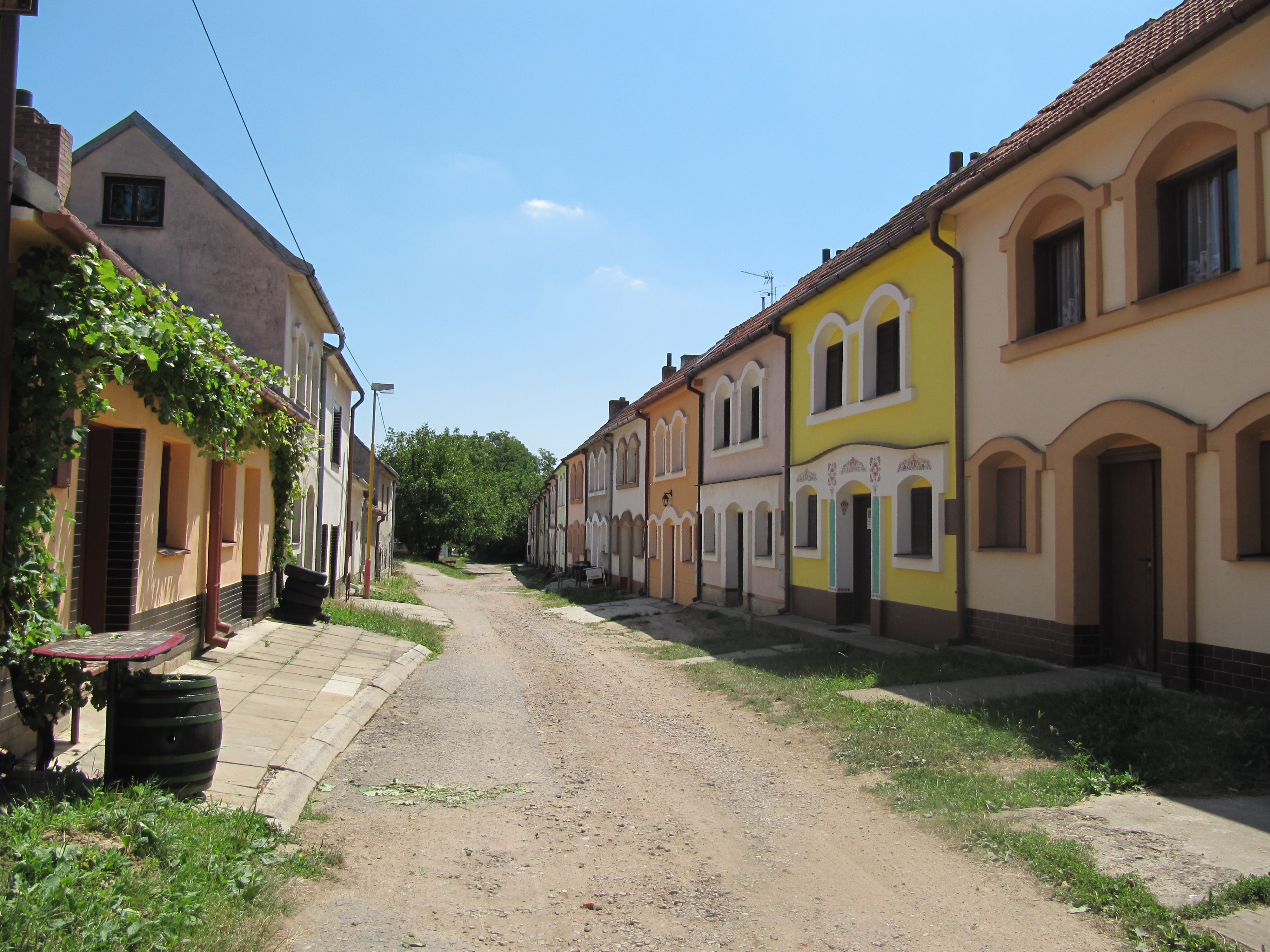
Vinné sklepy v části Nechory